# Bailey Pickett
Bailey Marie Pickett (interpretada por Debby Ryan) es uno de los personajes principales de The Suite Life on Deck. Nació en la ciudad ficticia de Kettlecorn, Kansas y se hace pasar por un chico en el primer episodio debido a la ausencia de vacantes para plazas femeninas en el S.S. Tipton. Después de ser descubierta, se le permite permanecer a bordo debido a la marcha de otra estudiante.

## Información del Personaje
Bailey es una chica de Kettlecorn, Kansas. Aunque le encantaba vivir en Kettlecorn, ella desea explorar el mundo y navegar por los Siete Mares en el crucero S.S. Tipton. Bailey pudo encubrir su mentira, debido a que tiene un nombre masculino, y jugó en el equipo de baseball, y consiguió embarcarse en el crucero Siete Mares. 
Después de conseguir pasar las pruebas de acceso, se convierte en la compañera de camarote de Zack. Al principio, no se llevan bien porque Zack es descuidado mientras que Bailey es más higiénica y femenina. Sin embargo, después de que Zack descubriera su verdadera identidad, el promete guardar el secreto, y entonces Zack se enamora de ella
Cody comienza a sospechar rápidamente, y es poco después cuando se descubre ante todos la verdadera identidad de Bailey. Debido a que, London Tipton se quedó sola en la habitación (soborno a su compañera para que se fuera), Bailey puede permanecer en el barco, siendo compañera de camarote de London. Bailey estaba encantada de ser compañera de London Tipton, pero London prefiere estar sola. Enfadada por la idea de permanecer en el S.S. Tipton, London se baja en Isla de los loros, abandonando a Bailey, que se siente culpable de su desaparición.
Durante su aventura en Isla de los loros, en donde tuvieron que atracar dos veces, pues en la primera encerraron a London en el calabozo, porque fue su padre quien destruyó el turismo de la isla cuando talo todos los árboles, Bailey consigue un cerdo al que convierte en su mascota, al que llama Porkers. Es más tarde ese cerdo, quien consigue sacarlos a todos del calabozo porque podía salir entre los barrotes y coger las llaves. Cuando consiguen volver al barco de Isla Periquitos, London acepta a regañadientes ser un poco más amable con Bailey. Incluso Bailey acompaña a London cuando va a las tiendas a comprarse ropa moderna. Sin embargo, a pesar de su amistad, London avergüenza constantemente a Bailey, gastando le bromas, similar a su relación con Maddy. Bailey le contó a Cody en el episodio "Flores y Chocolate" que su grupo sanguíneo es O-negativo. En el episodio "El Riñón del Mar", ella y London organizan una competición de inteligencia entre Manitas y la perra de London, Ivana, y es revelado que Bailey fue una vez una cheerleader  en su antiguo instituto en Kettlecorn cuando los Porkers ganaron y Bailey hizo un baile de la victoria en su honor. En el episodio "Te Pillé ", London avergüenza a Bailey diciendo a los espectadores de su show por Internet que la ropa interior de Bailey parece un paracaídas. En el mismo episodio, London dice a sus espectadores que Bailey ronca. 
En el episodio "Haciendo Paja Sobre Nada" Bailey parece sentir algo por Cody al final del episodio. Bailey en el especial Wizards on Deck with Hannah Montana demuestra su amor a Cody al besarlo en la boca cuando consiguió entradas y un pase a backstage para el concierto de Hannah Montana. En un episodio, para que Bailey pueda pagar el tratamiento de la enfermedad de sus padres, London la contrata en su tienda donde almacena su ropa, pero resulta que explota laboralmente a Bailey para espantar a las clientas y que no se lleven su ropa. 
En "Cuando en Roma...", ella dice que una "gran ciudad" es "cualquier lugar donde el alcalde no es un ganso". En "Muestra y cuenta", Bailey recibe su primer castigo en toda su trayectoria escolar.

## Personalidad
Bailey es una persona muy inteligente, amable y muy respetuosa y responsable.
Bailey suele ser “rara” y es muy tierna.

## Relaciones
Holden (Chad Duell) - invitó a Bailey a cenar con él, pero el rompe con ella debido a que ella le tira pan con mantequilla, porque pensaba que la cita estaba preparada por London para que pudiera decirle "Buu a ti". Él le pidió salir cuando atravesaban la Línea Internacional de Cambio de Fecha. Sin embargo, Bailey le rechazó en este episodio, porque vomitó sobre sus zapatos.
Adonis (Adam Bay) - Bailey le conoció cuando el S.S. Tipton atraco en Grecia, pero Cody le compró un amuleto suvenir del museo Griego donde Adonis trabajaba, y ella le dijo a Cody que le encantaba el regalo.
Frank - Un chico que le gusta a Bailey, con el que se baja por el tobogán acuático, para no tener miedo. Lo hizo aconsejado por Cody, pero lo que el intentaba era que bajase con él. Después, Cody le quita la toalla al escuchar eso.
Moose (Hutch Dano) – En el segundo episodio se reveló que Moose es el exnovio de Bailey. El apareció en el episodio "Haciendo Paja Sobre Nada", cuando él intenta convencerla de que vuelva a casa con él porque ella siente nostalgia. Ella rechaza la oferta, diciéndole que echaría de menos a sus amigos. Además ella le dice que rompió con él, porque él creía que era el mejor para ella.
Zack Martin (Dylan Sprouse) – Zack coqueteaba con Bailey en los dos primeros episodios de la serie. A él le dejó de gustar, porque él creía que Bailey le traería demasiados problemas.
Cody Martin (Cole Sprouse) – Cody comienza a sentir algo por Bailey porque comparten intereses similares. En el episodio "El Riñón del Mar", Bailey intenta sobornar a Cody para que deje ganar a Porkers en la competición contra Ivana diciendo, "Quiero darte las gracias por ser nuestra árbitro. Se que serás justo e imparcial." Mientras dice esto, besa a Cody en ambas mejillas. En el episodio "La Línea Internacional de Cambio de Fecha," ellos casi se besan, pero Cody tiene que volver a empezar el día una y otra vez. Bailey abraza a Cody en "Todo es Griego para Mí". En "Flores & Chocolates", Bailey dice "Podría haber fingido ser tu novia si me lo hubieras pedido." Bailey entonces abraza a Cody y entonces le besa en la mejilla, mostrándole lo que ella podría haber hecho para poner celosa a Barbara. En "marArmonía," Bailey se enfada con Cody cuando ella piensa que le robo el test de citas, solo para burlarse de ella. Ellos tienen una cita, sin embargo, la situación se vuelve muy tensa. Al final del episodio Haciendo Paja Sobre Nada, parece que ella sinte algo por Cody, después de su abrazo, ella se da cuenta de que siente algo por él. Ella finalmente le besa en el episodio Wizards on Deck With Hannah Montana. A partir del episodio "Wizards on Deck With Hannah Montana" Cody y Bailey comienzan una relación. Terminaron en el episodio Terminando en París por la culpa de un francés llamado Jean-Luc que coqueteaba con Bailey.
Se reconcilian al final de la tercera temporada.
Porkers: – El nuevo cerdo mascota de Bailey que encontró en Isla de los loros. En una competición, se muestra que es más inteligente que el perro de London, Ivana y además es también más hábil.

## Familia
Abuela - La abuela de Bailey. Ella le dice a Bailey su linda cerdita y las dos gruñen a la vez. En "Buu a ti", London dice que la falda que le hizo su abuela parece un mantel, además en el episodio " Haciendo Paja Sobre Nada", Cody le dice a la falsa abuela, que ella le llama "Bunnykins" y ella hace mete la pata.
Sra. Pickett (Ginette Rhodes) – a la madre de Bailey, puede vérsela despidiéndose de Bailey el primer día, y también en el final de temporada,y en ambos se muestra sobre-protectora.
Myrtle - La tía de Bailey que le envía una receta. Tiene una gran tela de araña fuera de su casa, en la cual cuelga carteles.
Abner – El tío loco de Bailey, quien habla consigo mismo después de que le golpeara un rayo, lo cual es mencionado durante el webisode de London.
Clem – El tío abuelo de Bailey, que busca al Bigfoot, pero no consigue encontrarle, como se menciona en "Tritura del Monstruo Marino". Al final acaba encontrando a una mujer peluda de talla 28 de pies, a la que salía a correr en las mañanas.
Cletus – Un primo de Bailey que posee una granja de cocodrilos en Miami. Durante las vacaciones de Navidad Bailey desembarco del S.S. Tipton de manera que pudo visitar la granja de cocodrilos, pero tuvo que volver al barco repentinamente debido a que Cletus bebió agua contaminada y murió. Los cocodrilos fueron donados a Lizard World. Es mencionado en el capítulo "Flowers and Chocolate".
Nueve hermanas – Bailey le cuenta a London que tiene seis hermanas mayores y tres hermanas menores cuando London dice que será la hermana mayor que nunca tuvo, a lo que London responde "Wow, tu madre no se cansa". Cabe destacar que Bailey no tiene ningún hermano, claro aunque estas hermanas nunca se vean, ni en el final de temporada que se supone, debería estar toda la familia.Una de sus hermanas se llama Missy
Tío Zeke - En el episodio de la 3.ª temporada llamado "Prom Night" o "Baile de Graduación", se comenta que Zeke fue REINA del Baile, pero es una vergüenza para los Pickett, y de eso no se habla nunca.